# Thailändische Badmintonmeisterschaft 2007
Die Thailändische Badmintonmeisterschaft 2007 fand vom 3. bis zum 8. September 2007 statt.

## Medaillengewinner
| Disziplin    | Gold                                              | Silber                                          | Bronze                                        |
| ------------ | ------------------------------------------------- | ----------------------------------------------- | --------------------------------------------- |
| Herreneinzel | Boonsak Ponsana                                   | Poompat Sapkulchananart                         | Pakkawat Vilailak                             |
| Herreneinzel | Boonsak Ponsana                                   | Poompat Sapkulchananart                         | Tanongsak Saensomboonsuk                      |
| Dameneinzel  | Salakjit Ponsana                                  | Soratja Chansrisukot                            | Pathainmas Meanwong                           |
| Dameneinzel  | Salakjit Ponsana                                  | Soratja Chansrisukot                            | Ratchanok Intanon                             |
| Herrendoppel | Sudket Prapakamol Patapol Ngernsrisuk             | Nitipong Saengsila Kovit Phisetsarasai          | Somsak Musikkasem Wipop Sansanawirakul        |
| Herrendoppel | Sudket Prapakamol Patapol Ngernsrisuk             | Nitipong Saengsila Kovit Phisetsarasai          | Songphon Jantharasom Worachon Bunwiroon       |
| Damendoppel  | Duanganong Aroonkesorn Kunchala Voravichitchaikul | Pijitjan Wangpaiboonkit Rodjana Chuthabunditkul | Ancheera Kittitharakul Chayaporn Suppawilai   |
| Damendoppel  | Duanganong Aroonkesorn Kunchala Voravichitchaikul | Pijitjan Wangpaiboonkit Rodjana Chuthabunditkul | Vararat Gatenakorn Suttapa Ekworathien        |
| Mixed        | Sudket Prapakamol Saralee Thungthongkam           | Thitipong Lapho Savitree Amitrapai              | Jakrapan Thanathiratham Vathu Wangthiraamnuay |
| Mixed        | Sudket Prapakamol Saralee Thungthongkam           | Thitipong Lapho Savitree Amitrapai              | Tanawat Rattananont Saisamol Chattanupakorn   |